# Fotocamera subminiatura

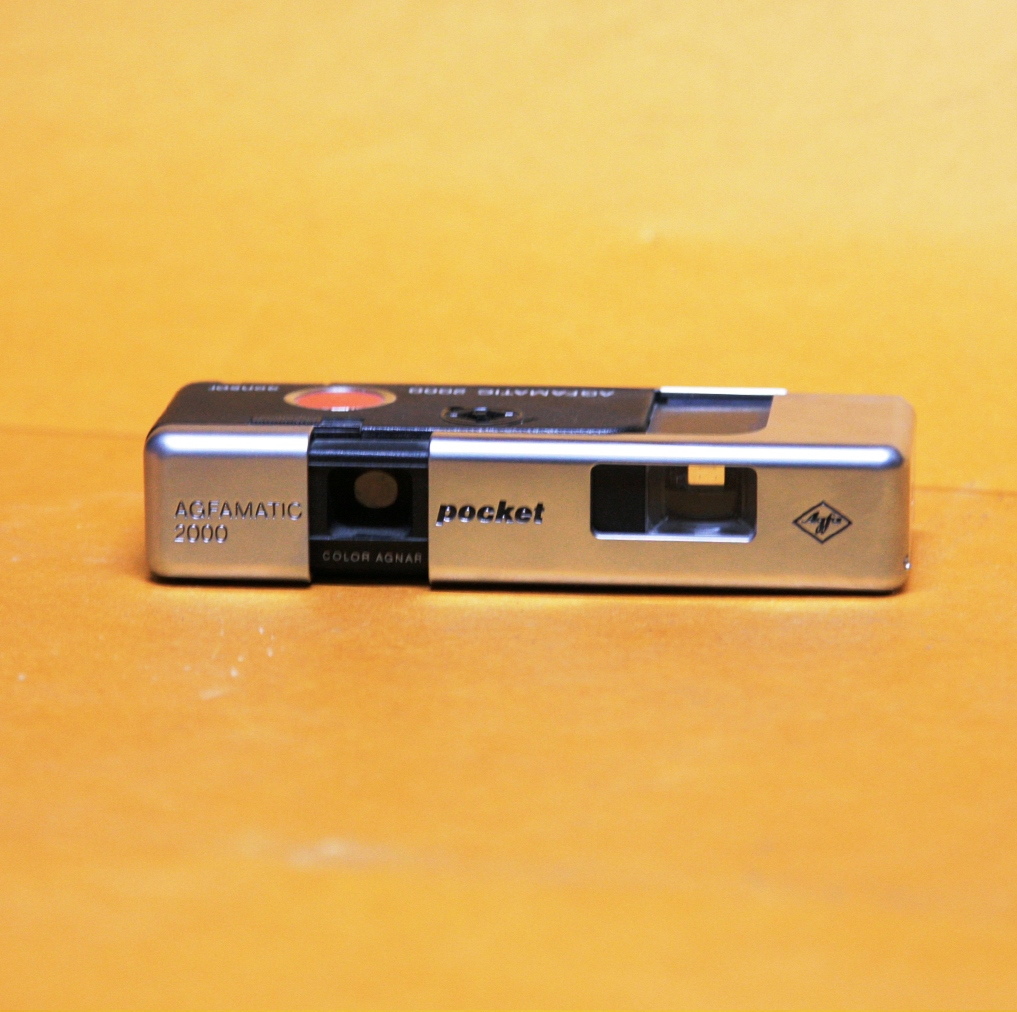
Agfa matic 2000 poket 1973

La fotocamera subminiatura o fotocamera pocket è una fotocamera che utilizza solitamente piccoli formati di pellicola, minori del 35 mm. Non va confusa con la microfotografia, che invece è prodotta attraverso fotocamere di medio formato, riprendendo soggetti microscopici.

## Storia
Il termine "in miniatura" è stato originariamente utilizzato per descrivere il formato 35 millimetri; oggi le fotocamere che utilizzano un formato più piccolo di 35 millimetri sono state indicate come "sub-miniatura".